# Angolalla Terana Asagirt
Angolalla Terana Asagirt era uno dei woreda della Regione degli Amara, in Etiopia.
Nel censimento nazionale del 2007, questo woreda risultava possedere una popolazione di 120 283 abitanti.